# Johan Jasper Abraham van Staveren
Johan Jasper Abraham van Staveren (Geertruidenberg, 24 agosto 1889 – Oceano Indiano, 6 marzo 1942) è stato un ammiraglio olandese, che durante la seconda guerra mondiale ricoprì l'incarico di Capo di stato maggiore della flotta delle Indie orientali olandesi. Tra il 14 febbraio e il 6 marzo 1942 ricoprì ad "interim" quello di comandante della flotta olandese delle Indie orientali in sostituzione del viceammiraglio Conrad Helfrich.

## Biografia

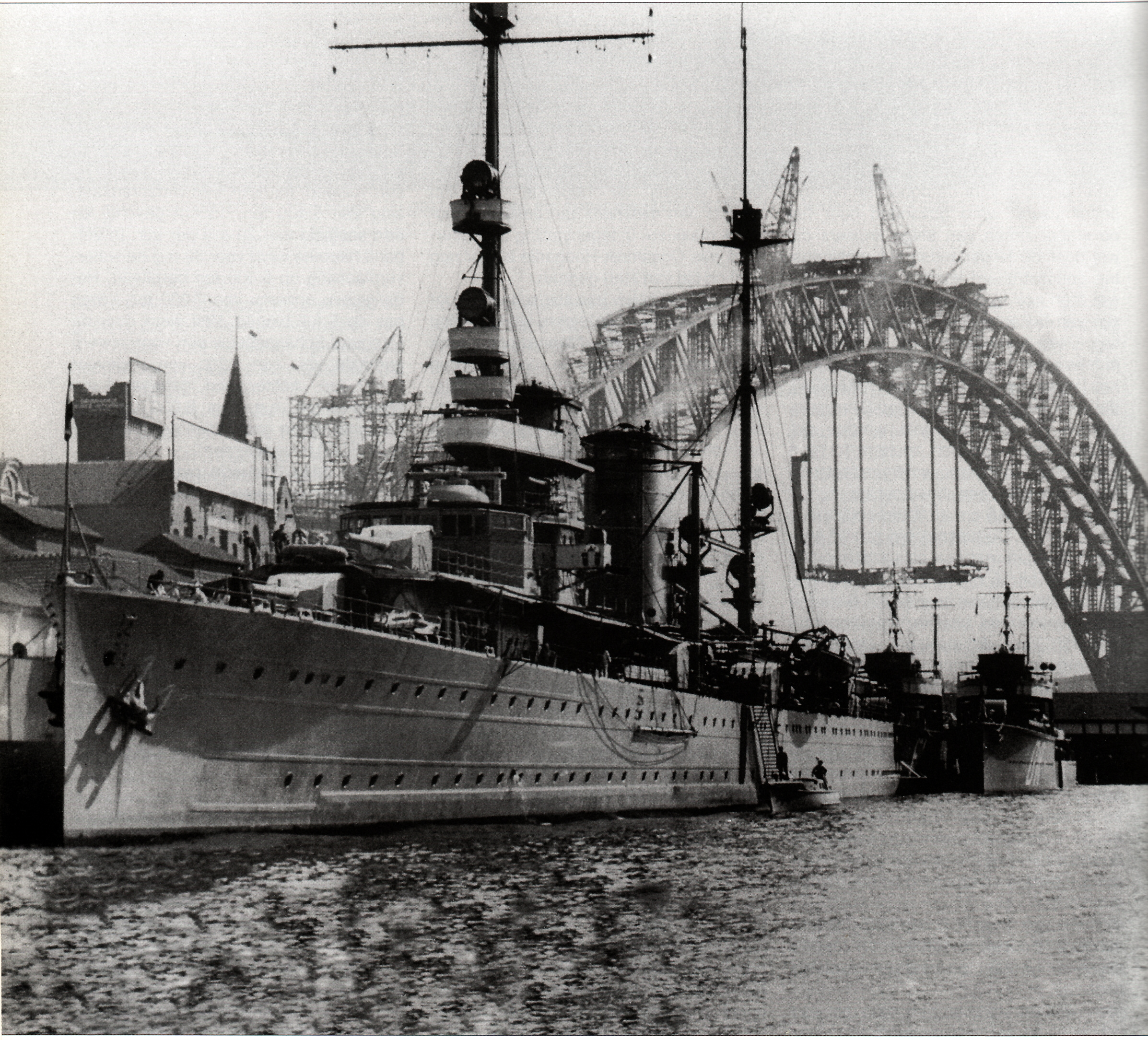
L'incrociatore Java ancorato a Sydney (Australia) nel 1930, dietro di lui, in linea di fila l'incrociatore De Ruyter e il cacciatorpediniere Evertsen. Sopra si nota il Sydney Harbour Bridge.

Nacque a Geertruidenberg il 24 agosto 1889, e dopo essersi arruolato nella marina reale olandese frequentò il Koninklijk Instituut voor de Marine (KIM) di Den Helder ottenendo la nomina a adelborst il 23 agosto 1911. La sua carriera proseguì senza intoppi, venendo promosso luitenant-ter-zee il 23 agosto 1913, luitenant ter zee der 1ste klasse il 1º agosto 1921 e kapitein-luitenant-ter-zee l'8 maggio 1934. Tra il 1935 e il 1937 servì come Capo di stato maggiore del capitano di vascello Conrad Helfrich allora comandante della flottiglia delle Indie orientali olandesi e tra il 2 febbraio e il 27 maggio 1937 ricoprì l'incarico di comandante dell'incrociatore leggero Java, venendo promosso kapitein-ter-zee il 16 agosto 1938.
Il 12 ottobre 1939 fu nominato Capo di stato maggiore della flotta delle Indie Orientali. Dopo la sconfitta e l'occupazione tedesca dei Paesi Bassi del maggio 1940 partecipò a numerosi incontri tra gli alti rappresentati militari alleati avvenuti a Singapore in vista della probabile entrata nel conflitto dell'Impero giapponese. Helfrich non ritenne opportuno parteciparvi in quanto riteneva che i giapponesi potessero considerare la sua presenza una aperta provocazione. Nel novembre 1940 egli suggerì a Helfrich la costituzione di una squadra navale formata da incrociatori che, in caso di guerra, avrebbero attaccato le linee di rifornimento giapponesi. Tale proposta fu sottoposta agli alleati in una delle conferenze, ma non ottenne il supporto degli altri partecipanti.
Dopo l'entrata in guerra del Giappone, avvenuta il 7 dicembre 1941, fu costituito il comando interalleato ABDA, la cui parte navale fu assegnata al comando dell'ammiraglio americano Thomas C. Hart, sostituito da Helfrich nel febbraio 1942. Promosso schout-bij-nacht il 1º gennaio 1942, sostituì Helfrich alla testa della flotta olandese delle Indie Orientali fino allo scioglimento del comando ABDA, continuando comunque a ricoprire l'incarico perché a Helfrich fu ordinato di trasferirsi a Colombo.
Poco prima della caduta di Giava informò Helfrich della sua intenzione di raggiungerlo a Ceylon, e si imbarcò sulla motonave Poelau Bras, ancorata nella baia di Wijnkoop dopo aver telegrafato al Ministro della marina Johan Furstner, che si trovava a Londra, dell'imminente caduta di Bandung. Insieme a lui lasciarono Giava un centinaio di persone tra ufficiali e sottufficiali appartenenti allo Stato maggiore, ufficiali dell'esercito delle Indie Orientali, piloti e meccanici dell'aviazione e corrispondenti di guerra delle agenzie stampa americane Associated Press e United Press. Durante la mattinata di sabato 6 marzo la nave fu attaccata a 300 km dalla costa da nove bombardieri imbarcati Aichi D3A Val appartenenti alla portaerei Hiryu. Dopo quarantacinque minuti la Poelau Bras affondò con la morte di numerosi membri dell'equipaggio e passeggeri imbarcati. Van Staveren non fu tra i sopravvissuti.

### Annotazioni
1. ↑  Il 20 maggio 1937 la sua unità partecipò alla cerimonia navale per l'incoronazione di Re Giorgio VI del Regno Unito tenutasi nella rada di Spithead.
2. ↑  Situata sulla costa sud-ovest di Giava.

### Fonti
1. 1 2 3 4  Netherland Navy.
2. 1 2 3 4 5 6 7 8 9 10  Dutch East Indies.
3. 1 2 3 4  Wereldoorlog2.